# Manuel de Sousa Meneses
Se procura o padre e genealogista homónimo, veja P.e Manuel de Sousa de Meneses.
Se procura o homónimo arcebispo de Goa, veja D. Manuel de Sousa Meneses (arcebispo).
Manuel de Sousa Meneses (Cabo da Praia, 3 de Abril de 1890 — Angra do Heroísmo, 30 de Março de 1958) foi um médico militar, político e historiador, que se notabilizou pelos seus estudos sobre o povoamento dos Açores e sobre a colonização açoriana da ilha de Santa Catarina, Brasil. Cumpriu um mandato como deputado à Assembleia Nacional (1949-1953) e foi governador civil do Distrito Autónomo de Angra do Heroísmo (1952-1956). Foi um dos sócios fundadores do Instituto Histórico da Ilha Terceira. Foi pai do general e político Manuel Amorim de Sousa Meneses e do brigadeiro-médico João Homem Lemos de Meneses.

## Biografia
Frequentou o Liceu de Angra do Heroísmo, mas concluiu o ensino secundário no Liceu de Ponta Delgada. Formou-se em Medicina, optando por uma carreira de médico militar no Exército Português. 
Como médico militar, nos anos de 1915 e 1916 integrou as forças expedicionárias que fizeram as Campanhas do Sul de Angola, nos anos iniciais da Primeira Guerra Mundial, com o objectivo de impedir a penetração alemão a partir do Sudoeste Africano Alemão e reprimir a insurreição dos povos ovambo que a acompanhava. Quando Portugal entrou na guerra no palco europeu, foi integrado no Corpo Expedicionário Português (CEP) enviado para em França, aí permanecendo durante os anos de 1917 e 1918. Ferido em combate, foi dado por morto por um erro de identificação.
Terminada a Primeira Guerra Mundial foi colocado no Regimento de Infantaria n.º 22, então de guarnição ao Castelo de São João Baptista de Angra, onde permaneceu por largos anos como médico do Hospital Militar da Boa Nova. 
Para cumprir os requisitos de promoção a tenente-coronel foi nomeado director do Hospital Militar de Évora (1937), sendo transferido no ano seguinte para Lisboa, já tenente-coronel, e nomeado director do Depósito Geral de Material Sanitário e de Hospitalização (1938). Foi também Inspector de Saúde da 3.ª Região Militar, então com sede em Tomar, cargo que ocupava quando em 1941 passou à reserva.
Na situação de reserva, em 1941 fixou-se na ilha Terceira, mas em 1943 foi chamado ao serviço activo quando chegou aos Açores a força expedicionária organizada para ali garantir a soberania portuguesa no contexto da Segunda Guerra Mundial. Foi então nomeado chefe do Serviço de Saúde do Comando Militar dos Açores, sendo depois nomeado director do Hospital Militar da Terra Chã, cargo que exerceu desde a sua abertura até 1948.
Foi um dos apoiantes do golpe de 28 de Maio de 1926, desenvolvendo alguma actividade política no contexto da Ditadura Nacional, presidindo de 1928 a 1931 à comissão administrativa da Junta Geral do Distrito Autónomo de Angra do Heroísmo. O seu apoio ao Estado Novo levou-o novamente à presidência da Junta Geral (1949 a 1953), a ser escolhido para deputado à Assembleia Nacional na V Legislatura daquele órgão (1949 a 1953) e depois a ser nomeado governador civil do Distrito de Angra do Heroísmo (29 de Dezembro de 1952 a 27 de Dezembro de 1956).
Foi presidente da direcção do Lawn Tennis Club de Angra e do Montepio Terceirense, tendo sido durante a sua presidência construída a nova sede do Montepio, na esquina da Rua da Sé com a Rua do Palácio, depois agência do Banco Português do Atlântico.
No parlamento teve uma presença discreta, pertencendo à Comissão de Trabalho, Previdência, Saúde e Assistência. As suas intervenções versaram em geral assuntos locais, nomeadamente os efeitos da crise sísmica de 1950 na Terceira, e questões relacionada com a saúde e com a agro-pecuária.
Ao longo de toda a sua carreira, mas em particular depois de passar à reserva, dedicou-se ao estudo da História dos Açores e à escrita, deixando uma importante obra, caracterizada por uma sólida investigação, mas eivada pela ideologia regionalista inspirada no nacionalismo do Estado Novo, com uma interpretação da história açoriana subordinada ao exacerbado portuguesismo que então se tentava impor. Merecem destaque os seus estudos sobre o povoamento dos Açores e o seu estudo sobre o Hospital da Boa Nova.
Publicou um livro de viagens por Espanha, intitulado Em moeda fraca. Dos Açores às exposições de Sevilha e Barcelona. Em 1942 foi um dos sócios fundadores do Instituto Histórico da Ilha Terceira.
Foi Oficial da Ordem Militar de Avis (5 de outubro de 1926), Oficial da Ordem Militar de Cristo (4 de novembro de 1931), Cavaleiro da Ordem Militar de Sant'Iago da Espada (14 de maio de 1936) e Comendador da Ordem Militar de Avis (9 de janeiro de 1945) e foram-lhe atribuídas as medalhas comemorativas das Campanhas do Sul de Angola (1914-1915). Recebeu pela sua acção em França (1917-1918) a Medalha da Vitória.

## Principais obras
- 1931 — Em moeda fraca. Dos Açores às exposições de Sevilha e Barcelona. Angra do Heroísmo, Ed. Andrade.
- 1932 — O Hospital da Boa Nova. Notas históricas. Angra do Heroísmo, Ed. Andrade.
- 1946 — "A peste na ilha Terceira em 1599". Boletim do Instituto Histórico da Ilha Terceira, IV: 1-29.
- 1947 — "O Problema da descoberta e povoamento dos Açores e em especial a ilha Terceira". Boletim do Instituto Histórico da Ilha Terceira, V: 11-118.
- 1949 — "Revisão do problema da descoberta e povoamento dos Açores". Boletim do Instituto Histórico da Ilha Terceira, VII: 1-226
- 1952 — "Os casais açorianos no povoamento de Santa Catarina". Boletim do Instituto Histórico da Ilha Terceira, X: 40-104.